# Fouronnes
Fouronnes település Franciaországban, Yonne megyében. Lakosainak száma 182 fő (2022. január 1.). Fouronnes Charentenay, Courson-les-Carrières, Fontenay-sous-Fouronnes és Mailly-le-Château községekkel határos.

## Népesség
A település népességének változása:
| Lakosok száma | 156  | 166  | 167  | 164  | 167  | 171  | 174  | 174  | 182  |
|               | 2013 | 2015 | 2016 | 2017 | 2018 | 2019 | 2020 | 2021 | 2022 |